# Isabelle Daniels
Isabelle Frances Daniels (Jakin, Georgia, 1937. július 31. – Atlanta, Georgia, 2017. szeptember 8.) olimpiai bronzérmes amerikai rövidtávfutó.
Az 1956-os melbourne-i olimpián 4×100 méteres váltóban Mae Faggs-szel, Margaret Matthews-zal és Wilma Rudolph-fal bronzérmes lett. A pánamerikai játékokon három arany- két ezüstérmet szerzett.

## Sikerei, díjai
- Olimpiai játékok (4×100 m váltó)
  - bronzérmes: 1956, Melbourne
- Pánamerikai játékok
  - aranyérmes (3): 1955 (4×100 m váltó), 1959 (60 m és 4×100 m váltó)
  - ezüstérmes (2): 1955 (60 m), 1959 (200 m)